# Guglielma di Milano
Guglielma di Milano (prima metà del XIII secolo – Milano, 24 agosto 1281) è stata una mistica italiana, detta poi anche erroneamente Guglielma la Boema; in vita divenne un riferimento per laici e religiosi, in particolare per coloro che risultavano collegati all'abbazia di Chiaravalle e alla domus umiliata di Biassono in Milano; dopo la sua morte divenne oggetto di culto che, nel 1300, venne represso dall'inquisizione.

## Biografia

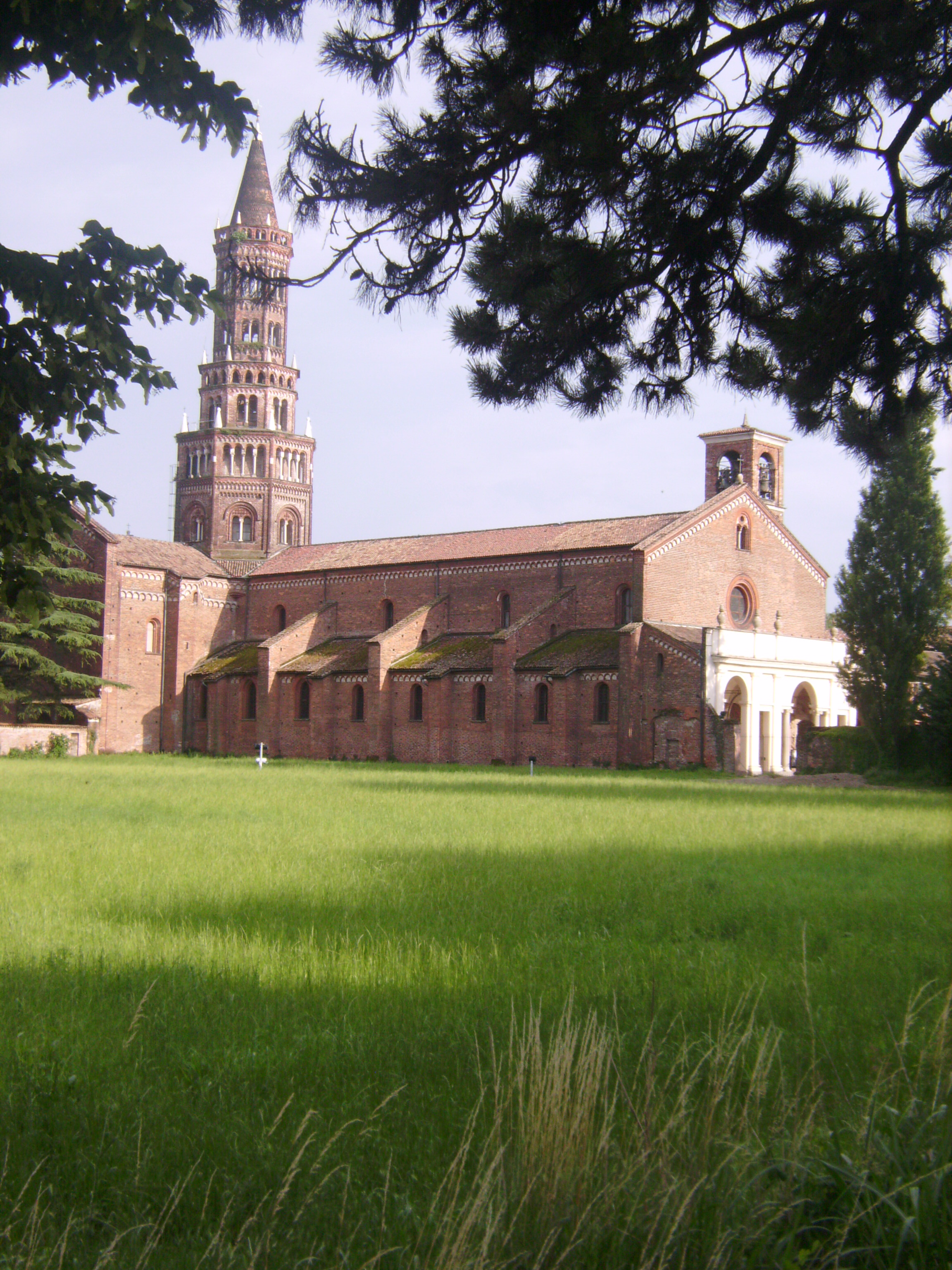
L'Abbazia di Chiaravalle

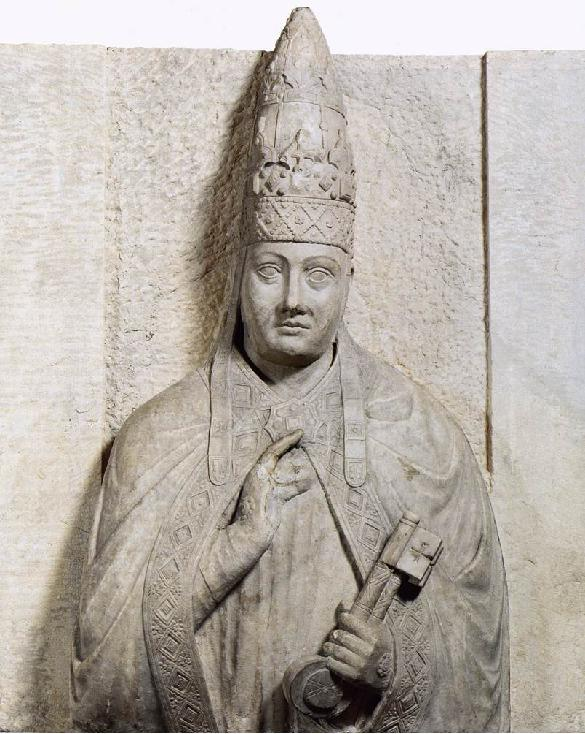
Opera del Duomo di Firenze: monumento a Bonifacio VIII

Guglielma giunse a Milano nel 1260, accompagnata da un figlio, dove fu un'oblata (cioè una laica che alloggiava in un luogo di chiesa) nell'Abbazia di Chiaravalle; la sua fama di guaritrice crebbe fino a dar vita ad un movimento religioso, chiamato dei Guglielmiti, a cui presero parte molte donne e qualche membro dell'aristocrazia milanese.
Tra i suoi seguaci di spicco Maifreda da Pirovano, una suora Umiliata di Biassono e il teologo Andrea Saramita.
Morì il 24 agosto del 1281 (o 1282) e venne sepolta nel cimitero dell'abbazia; dopo la sua morte i monaci la proposero per la canonizzazione. La cappella che ne ospitava le spoglie divenne luogo di culto, frequentato da seguaci e devoti. I monaci le avevano addirittura dedicato un altare.
Due anni dopo, l'Inquisizione venne a conoscenza del culto che si stava formando attorno alla "santa" Guglielma. Fu così che nel 1300 i due inquisitori Guido da Cocconato e Rainerio da Pirovano istruirono il processo contro gli eretici. Nelle undici "imbreviature" del notaio Beltramo Salvagno, relative al processo alle devote e ai devoti di "santa" Guglielma, vengono verbalizzati gli interrogatori dei testimoni e degli accusati di eresia.
Il compito dell'inquisizione, in aderenza alle decretali di papa Bonifacio VIII, era quello di estirpare l'eresia, riportando, ove possibile, gli eretici all'ortodossia, ricorrendo spesso a torture e minacce di morte.
La prima azione dei due inquisitori, giunti a Milano nei primi mesi del 1300, fu quella di rimuovere l'oggetto del culto, cioè le spoglie di Guglielma.  A partire dal 9 settembre 1300, cambia la formula nelle imbreviature e relativo tempo del verbo: da tale giorno Guglielma non più "sepulta est" in Chiaravalle, bensì "sepulta erat apud monasterium Claravalis". Molto probabilmente i resti della donna furono messi al rogo, come pure furono fatte bruciare le immagini della donna ed ogni cosa sua.
Quanto ai suoi seguaci, è sicura la condanna al rogo di Maifreda da Pirovano e "soror" Giacoma dei Bassani, i cui atti di condanna si evincono dal "consilium", approvato all'unanimità dagli inquisitori presenti. L'atto prevedeva che le donne, giudicate eretiche, relapse e recidive dovessero essere affidate al "seculare iuditium" per l'esecuzione della pena capitale. Incerta la sorte di Andrea Saramita, anch'egli giudicato eretico relapso. Di lui si perdono le tracce nelle imbreviature. Probabilmente perché viene consegnato al braccio secolare della legge, per essere condotto al rogo.
Nella tomba in cui erano state sepolte le spoglie della donna, si fece seppellire il banchiere Raffaele Mattioli, presidente della Banca Commerciale Italiana.

### Presunta origine boema
Secondo una tradizione seicentesca, Guglielma sarebbe stata figlia del re boemo Ottocaro, per tale motivo è stata a lungo conosciuto anche come Guglielma la Boema. Ancora recentemente alcuni studiosi dilettanti o non specialisti come Luisa Muraro hanno riproposto tale discendenza, mentre storici come Marina Benedetti e Josef Žemlička hanno dimostrato essere falsa. In particolar modo Marina Benedetti ha definitivamente dimostrato la genesi di tale leggenda, la quale prende le mosse da Andrea Saramita che, per dare lustro alla figura di Guglielma, la innestò in una stirpe che contava un gran numero di sante canonizzate o beate (Sant'Agnese di Boemia, Santa Elisabetta d'Ungheria e Santa Margherita d'Ungheria, Santa Edvige di Andechs e Santa Ludmilla). Questa invenzione fu ingenuamente ripresa nel secolo XIX da studiosi italiani e stranieri che, così facendo, perpetuarono tale leggenda.

## La dottrina
Dall’esame degli atti del processo de 1300, già Giovanni Pietro Puricelli nel XVII sec. aveva ritenuto di poter stabilire che gran parte della dottrina dei guglielmiti, particolarmente per quanto concerne il millenarismo, l’incarnazione dello Spirito Santo, la celebrazione di uffici religiosi non conformi al canone, l’ordinazione di diaconi e diaconesse, non derivasse dagli insegnamenti della mistica Guglielma, ma fosse stata ideata dal Saramita dopo la morte di lei che, effettivamente, in vita non aveva generato alcun sospetto di eresia tra i monaci cistercensi che la ospitavano e tenevano in grande considerazione, né aveva attirato su di sé l’interesse dell'Inquisizione.
I 14 punti principali della dottrina Guglielmita vennero estratti dagli atti del processo del 1300 dallo stesso Giovanni Paolo Puricelli:
- Guglielma è lo Spirito fatto carne nel sesso femminile.
- Come l’Arcangelo Gabriele annunciò a Maria l’Incarnazione del Verbo, l’Arcangelo Raffaele annunciò a Costanza d’Ungheria, regina di Boemia, l’Incarnazione dello Spirito Santo in sua figlia Guglielma.
- Guglielma era vero Dio e vero uomo (homo) nel sesso femminile, proprio come Cristo era vero Dio e vero uomo (homo) nel sesso maschile.
- Essendo Guglielma lo Spirito Santo è da considerarsi di essenza divina e pertanto superiore alla Vergine Maria e a tutti i santi.
- Come Cristo soffrì e morì in base alla sua natura umana, anche Guglielma morì in base alla sua natura umana non alla sua natura divina.
- Come Cristo, anche Guglielma aveva cinque ferite sul corpo. [questa circostanza è sostenuta dal Saramita il quale dichiara che alcune discepole le avevano vedute sul corpo di lei, mentre altri accusati riferiscono di non averle viste, ma che si diceva le avesse. Occorre sottolineare che al tempo del processo Guglielma era morta da 18 anni e che i più giovani seguaci la ricordavano appena].
- Mentre Cristo ascese al Cielo alla presenza dei discepoli e mandò lo Spirito Santo in lingue di fuoco a Pentecoste, Guglielma risorgerà prima del Giudizio Universale col suo corpo femminile alla presenza dei suoi discepoli, fedeli ed amici, ascenderà al Cielo e tornerà a loro in lingue di fuoco. Allora essi tutti saranno apostoli.
- Proprio come Cristo lasciò suo rappresentante in terra Pietro e gli consegnò la sua Chiesa e le chiavi del Regno dei Cieli, Guglielma lasciò la sorella Maifreda dell’ordine degli Umiliati come sua rappresentante in terra.
- Mentre l’apostolo Pietro predicava e celebrava messe a Gerusalemme, Maifreda, vicaria di Guglielma, doveva predicare e celebrare messe a Milano e poi anche a Roma: allora avrebbe dovuto occupare la sacra cattedra [il soglio di Pietro].
- Suor Maifreda è vera papessa e ha l’autorità di un vero papa perché, dal momento che Guglielma è lo Spirito Santo in forma di donna deve avere il suo rappresentante nella forma di una donna. Il papa, la Chiesa e la Curia devono consegnare la loro autorità a Suor Maifreda che deve battezzare i musulmani, gli ebrei e tutti i popoli al di fuori della Chiesa romana.
- Gli attuali Vangeli così come le dottrine che contengono saranno sostituiti dai vangeli che scriveranno quattro evangelisti scelti da Guglielma non appena Maifreda avrà occupato in pace e in modo permanente la sede apostolica di Roma.
- Guglielma è già risorta e vive in modo corporeo ovunque le piaccia, poiché il Cristo risorto vive in modo corporeo, ovunque gli piaccia. E proprio come Cristo apparve a Maria Maddalena prima della sua ascensione, così Guglielma appare ai suoi discepoli di tanto in tanto.
- La remissione dei peccati ottenuta da un pellegrinaggio alla tomba di Guglielma a Chiaravalle è simile a quella ottenuta sinora con un pellegrinaggio a Gerusalemme.
- Come i seguaci di Cristo hanno sofferto per amore di lui, anche i seguaci di Guglielma soffriranno, e poiché Giuda ha tradito Cristo e lo ha consegnato ai Giudei, alcuni seguaci di Guglielma consegneranno i loro fratelli all’Inquisizione.

## Le due Guglielme
Guglielma la Boema è stata talvolta confusa con Santa Guglielma d’Ungheria. Quella di Guglielma d’Ungheria è una figura presumibilmente leggendaria che godette però di una durevole venerazione in Italia, soprattutto a Brunate (CO) e a Morbegno (SO) e che conobbe una straordinaria fioritura nei secoli XIV e XV. La base della sua leggenda è un classico intreccio sul tema della “fanciulla perseguitata”, ricorrente in oltre duecentosessanta versioni nella tradizione e nella narrativa occidentale. L’eroina porta molti nomi nelle varie redazioni europee della vicenda, ma solo in Italia si chiama Guglielma
È stato ipotizzato che a questa figura (collocata in contesto storicamente vago che la presenta figlia di un re d’Inghilterra e moglie di un re d’Ungheria, conservatasi vergine nel matrimonio, calunniata da un malvagio e lungamente perseguitata in un crescendo di eventi miracolosi prima della riabilitazione finale, in un’epoca che di qualche secolo precede l’anno mille) si sia sovrapposta, in Italia quella di Guglielma la Boema (o di Milano) alla quale fu attribuita dai suoi seguaci una nascita non meno illustre di quella della Guglielma leggendaria: presunta figlia di Costanza d’Ungheria e di re della stirpe dei Premyslidi Ottocaro I di Boemia (sarebbe stata cioè sorella di sant’Agnese di Boemia e cugina di santa Elisabetta d’Ungheria). A sua volta la leggenda avrebbe influenzato la storia: infatti nel 1301, a un anno dalla condanna al rogo dei principali seguaci di Guglielma di Milano, gli annali di Colmar riportando la vicenda parlano di lei presentandola come una “vergine Inglese” (la sovrapposizione è palese, dato che Guglielma Boema aveva un figlio).
- Praecedenti Anno venit de Anglia virgo decora, pariterque facunda, dicens, Spiritum Sanctum incarnatum in redemptionem Mulierum. Et baptizavit Mulieres in nomine Patris, et Filii et Sui. Quae mortua ducta fuit in Mediolanum, et cremata: cuius cineres Frater Johannes de Vissemburc se vidisse referet. “Annales Colmarienses maiores.” In Monumenta Germaniae Historica, Scriptores, XVII, Hanover, 1963. p. 226.

Guglielma d’Ungheria, sebbene mai ufficialmente canonizzata, con la sua storia piena di episodi mirabolanti colpì durevolmente la fantasia popolare; il suo culto in Italia è da ritenersi più o meno coevo alla vicenda di Guglielma Boema (sebbene il modello leggendario sia considerevolmente più antico), ma ebbe uno straordinario impulso qualche decennio più tardi, in concomitanza con la recrudescenza del sospetto inquisitorio contro i guglielmiti  [Barbara Newman, op. cit.]. Non è stato possibile ai ricercatori chiarire l’origine del suo nome inconsueto: Lo storico Ungherese Zsuzsa Kovács [Zsuzsa Kovács op.cit.] ricorda che nel 1859 lo studioso Ernő Simonyi aveva portato all’attenzione dei letterati ungheresi l’esistenza nel British Museum di Londra di un manoscritto italiano sulla storia della “Beata Guielma regina d’Ongaria” (sic) che considerò una “favola romanzesca”, dal momento che nella storia d’Ungheria non è mai esistita una regina di quel nome.
La persistente venerazione di santa Guglielma di Ungheria nei luoghi dove era lecito aspettarsi la presenza di seguaci di Guglielma la Boema (sia Brunate che Morbegno erano al tempo sotto la signoria Viscontea), ha autorizzato il sospetto di una sovrapposizione intenzionale delle due figure, messa in atto allo scopo di mascherare con la devozione per la prima il culto della seconda, condannato dalla Chiesa Cattolica come eretico. 
Tale sovrapposizione sarebbe avvenuta sotto l’egida della famiglia Visconti, legata sia al culto di Guglielma la Boema che a quello di Santa Guglielma, regina d’Ungheria. È noto che alcuni dei guglielmiti erano a vario titolo vicini alla famiglia (prima fra tutti Maifreda da Pirovano, figlia di Morando dei Pirovano e a quanto sembra, cugina di Matteo Visconti, signore di Milano al suo tempo). Gli stessi Visconti, nel processo inquisitoriale intentato loro nel 1322, furono tra l’altro accusati di aderire all’eresia guglielmita.
Nella chiesa di Sant’Andrea a Brunate, dove il culto di Guglielma d'Ungheria (non canonico, in quanto si tratta di una santa mai riconosciuta) è tuttora vivo e celebrato ogni quarta domenica di aprile, si conserva un affresco che ufficialmente ritrae la badessa Maddalena degli Albrizzi dinanzi alla santa regina: secondo alcuni studiosi si tratterebbe invece di Maifreda da Pirovano che riceve il crisma per imposizione delle mani da Guglielma la Boema in veste di Guglielma d’Ungheria: ciò sarebbe dimostrato tra l’altro dalla presenza di un laico vicino alle due, interpretato come Andrea Saramita, teologo dei guglielmiti (ma secondo tradizione Pietro degli Albrizzi, cugino della badessa e committente della tomba di lei). L’affresco fa parte di un ciclo in gran parte perduto, commissionato dalla stessa badessa assai legata a Bianca Maria Visconti, patronessa del monastero. 
La chiesa di Sant’Andrea apparteneva infatti a un monastero agostiniano e si supponeva che santa Guglielma d’Ungheria vi avesse abitato nelle sue peregrinazioni (anche se era stato fondato solo nel 1340). 
Altra circostanza che ha indotto a supporre che la natura del culto di Guglielma d’Ungheria travalichi quello di una comune venerazione è la celebrazione della sua festività che ne fa 
l'unica santa dotata di una festa mobile, particolarità riservata alla liturgia pasquale: i seguaci di Guglielma Boema la consideravano incarnazione dello Spirito Santo e superiore alla vergine Maria e a tutti i santi. 
Il possibile collegamento tra le due Guglielme fu rilevato per la prima volta da Michele Caffi, nel 1842
Morbegno, faceva un tempo parte del territorio di Como (passato nel 1335 sotto la signoria dei Visconti). Durante i restauri della chiesa di Sant’Antonio pertinente al convento domenicano, è stato rinvenuto un affresco raffigurante santa Guglielma “con una testa in mano”. Anche in questo caso si è ipotizzato un cripto culto di Guglielma Boema: il suo strano gesto rappresenterebbe in realtà come a Brunate un atto di consacrazione per imposizione delle mani